# Steven Zamora
Steven Zamora (n. Guayaquil, Guayas, Ecuador; 20 de agosto de 1989) es un futbolista ecuatoriano que juega de mediocampista.

## Trayectoria
Empezó en el Deportivo Azogues donde se mantuvo desde 2008 hasta el 2009, después fue transferido a Macará donde se quedó un año,  después fue adquirido por Independiente del Valle, en el 2013 fue prestado a Liga de Portoviejo y en el 2014 fue traspasado al Macará.

## Clubes
| N.º | Club                    | País    | Año         |
| --- | ----------------------- | ------- | ----------- |
| 1   | Deportivo Azogues       | Ecuador | 2007 - 2009 |
| 2   | Macará                  | Ecuador | 2009        |
| 3   | Independiente del Valle | Ecuador | 2010 - 2013 |
| 4   | Liga de Portoviejo      | Ecuador | 2013        |
| 5   | Macará                  | Ecuador | 2014        |
| 6   | Fuerza Amarilla S.C.    | Ecuador | 2015 - 2017 |
| 7   | Barcelona               | Ecuador | 2018        |
| 8   | El Nacional             | Ecuador | 2019        |